# Ilja Ionow
Ilja Ionowicz Ionow (Bernsztejn) (ros. Илья Ионович Ионов (Бернштейн), ur. 1887 w Odessie, zm. 1942 w Siewłagu) – radziecki poeta, dziennikarz i działacz partyjny.

## Źródła
Od 1899 pracował jako drukarz, 1900-1905 uczył się w szkole artystycznej, z której został wydalony. Działacz rewolucyjny, od 1904 członek SDPRR, kilkakrotnie aresztowany, 1906 skazany na zesłanie, skąd 1907 zbiegł, 1908 skazany na 8 lat katorgi. Od stycznia 1918 przewodniczący Zarządu Wydawnictwa Rady Piotrogrodzkiej/Leningradzkiego Oddziału Wydawnictwa Państwowego, 1920 redaktor pisma "Płamia", 1921 członek kolegium redakcyjnego pisma "Kniga i Riewolucyja". Od 31 maja 1924 do 18 grudnia 1925 członek Centralnej Komisji Kontrolnej RKP(b), od grudnia 1924 do marca 1925 zastępca kierownika Wydziału Prasy KC RKP(b), 1928-1929 kierownik wydawnictwa "Ziemla i fabrika", 1931-1932 pracownik wydawnictwa "Academia", potem przewodniczący Zarządu Spółki Akcyjnej "Mieżdunarodnaja Kniga".
W końcu lat 30. aresztowany, zmarł w Łagrze Północnym (Siewłagu).